# Переулок Панаева
Переулок Пана́ева — переулок в городе Ломоносове Петродворцового района Санкт-Петербурга, в историческом районе Мартышкино. Проходит от улицы Немкова до улицы Дюма.
Название присвоено 1 декабря 1967 года в честь писателя И. И. Панаева, жившего на даче в соседней Мордвиновке в 1854—1858 годах. На его же даче жил французский романист А. Дюма-отец, в честь которого назвали более крупную улицу — улицу Дюма.